# علي عبد اللطيف
```
أحد اهم الشخصيات البارزة في الحركة الوطنية السودانية خلال الربع الأول من القرن العشرين، قاد ثورة 
1924
 ضد الاستعمار 
الإنجليزي
 
للسودان
 عبر 
جمعية اللواء الأبيض
 التي أنشأها مع 
عبيد حاج الأمين
 وآخرين في عام 
1923
 على أنقاض جمعية 
الإتحاد السوداني
. وقد شغل منصب رئيس الجمعية وقدم للمحاكمة مرتين، الأولى في عام 
1924
 بتهمة التحريض علي المظاهرات التي انتهت بالحكم عليه بالسجن لمدة ثلاثة سنوات، والثانية في عام 
1925
 لتأسيسه مع آخرين جمعية اللواء الأبيض المحظورة وحوكم فيها بالسجن لمدة عشر سنوات ونفيه إلى مدينة 
الرطوم
```

## ميلاده ونشأته
ولد علي عبد اللطيف في مدينة وادي حلفا في عام 1896م وكان والده عبد اللطيف أحمد الذي ينتمي إلى قبيلة النوبة الميري من جبل ليما بجنوب كردفان، وأمه واسمها النصر زين تنتمي إلى قبيلة الدينكا قوقريال، فرع دينكا ريك، بجنوب السودان.
شبّ علي عبد اللطيف في جو مشبع بالعسكرية وسط ثكنات الجيش ومعسكرات تدريباتهم، حيث كان والده جندياً بالأورطة الثالثة عشرة السودانية التي تتبع للجيش المصري. وبعد استعادة مدينة الخرطوم من قوات المهدية بواسطة القوات البريطانية في 5 سبتمبر / أيلول 1898 م انتقلت الأسرة للعيش هناك في حي «هبوب ضرباني» الذي كان يقع خلف حي «الترس» المشهور آنذاك بالخرطوم.
وبعد أن أحيل والده للمعاش في عام 1908 م، انتقلت العائلة مع عائلات بعض الجنود الآخرين المتقاعدين إلى مدينة الدويم بمنطقة النيل الأبيض لإستغلال قطعة الأراضي الزراعية التي منحت لهم للإعاشة عليها، لكن لم يرق للفتي علي عبد اللطيف جو فلاحة الأرض فغادر الدويم إلى الخرطوم.

## تعليمه
إلتحق علي عبد اللطيف بالخلوة في الخرطوم حيث تعلم مباديء الكتابة والقراءة وحِفْظ سور القرآن الكريم. وأقام هناك مع خاله ريحان عبد الله الذي كان ضابطاً ومدرساً حربياً في مدرسة ضرب النار بحي بُرِّي في الخرطوم. ثم دخل عليّ القسم الابتدائي بكلية غوردون التذكارية (جامعة الخرطوم حالياً). وعرف باجتهاده في تحصيل العلم وتفوقه الدراسي واجتاز امتحان القبول بالمدرسة الحربية المصرية. ونسبة لخلفية اسرته العسكرية واحرازه لنتيجة عالية في امتحانات الكلية فقد تم قبوله تلميذا حربياً بالمدرسة الحربية المصرية في عام 1912م.
تخرج علي عبد اللطيف في المدرسة الحربية المصرية عام 1914م وعمل بعد تخرجه جندياً في مدينة أم درمان ولكنه لم يلبث فيها كثيراً حيث تم نقله إلى الجبال الشرقية بجبال النوبة في جنوب كردفان في منطقة تلودي، ثم إلى حامية الفاشر بشمال دارفور حيث قضى فيها فترة من الزمن، نُقِل بعدها إلى مدينة رمبيك ببحر الغزال، ومن ثمّ تمّ تعيينه مأموراً. وفي عام 1918 م نُقِلَ إلى مدينة ود مدني وترقى إلى رتبة ملازم أول وأظهر في ود مدني نشاطاً أدبياً ملحوظاً. وكان يحضر في إجازاته إلى أم درمان حيث أصبح عضواً نشطاً في نادي الخريجين هناك، إلا أن ثمة حادثة مهمة تعرض لها في مدينة ود مدني عام 1921م، كانت ذات وقع كبير على نمط حياته فقد التقي مصادفة وهو في الطريق العام ممتطياَ صهوة حصانه بمفتش إنجليزي وجرت العادة على ينزل السودانيون في مثل هذه الحالة من ظهور دوابهم تحية للضباط الإنجليز، إلا أن علي عبد اللطيف لم ينزل عن صهوة حصانه لأداء التحية باعتبار ذلك أمراً مبالغاً فيه مقصود وينطوي على إذلال، مما أثار استياء المفتش الإنجليزي وحنقه. فتم استدعاء علي عبد اللطيف وإحالته إلى محكمة عسكرية سريعة لمحاسبته نقل على إثرها إلى أم درمان للعمل في وحدة عسكرية أقل درجة من رتبته العسكرية القيادية كعقاب له.
تزوج علي عبد اللطيف بالسيدة العازة محمد عبد الله في عام 1916 م وأنجبت له إبنته الأولى نعمات في عام 1918 م، ثم إبنته الثانية سِتَنّا في عام 1924 م، والتي توفيت عام 1987م. وقد لعبت السيدة العازة دورا بارزاً في النشاط السياسي لجمعية اللواء الأبيض، ابتداء من قيامها بحفظ الوثائق السرية، ثم دورها كحلقة وصل بين زوجها ورفاقه ومن بينهم عبيد حاج الأمين خلال فترة سجنه فضلاً عن مشاركتها في مظاهرات عام 1924 ممثّلة للنساء المناضلات في تلك الفترة.

## نشاطه السياسي
كان عبد اللطيف يعدّ من القوى المتعلمة وينتمي بحكم تخرجه من مؤسسة تعليمية إلى تجمعات الصفوة التي تمثلها طبقة الأفندية بالعاصمة، وقد نما لديه بمرور الوقت شعور وطني واهتمام بالعمل السياسي فتقدم في مايو / أيار 1922 م بمذكرة مفتوحة في شكل مقال سياسي إلى جريدة «حضارة السودان» تحمل عنوان مطالب الأمة تتضمن انتقادات لسياسة إدارة الحكم الثنائي إزاء السودان بغرض نشرها، إلا أن رئيس تحرير الصحيفة حسين شريف، تردد في نشر المقال الذي تمكنت المخابرات الإنجليزية في نهاية المطاف ان تضع يدها عليه. وتم اعتقال علي عبد اللطيف وتقديمه إلى محكمة برئاسة مفتش الخرطوم البريطاني ماكنتوش.

### مطالب الأمة السودانية
عبر عبد اللطيف في المقال عن احتجاجه على سياسة الحكومة الاستعمارية معددا بعض المظالم ومنادياً بتقرير المصير. وتضمنت مطالب الأمة التي ذكرها في مقاله إلغاء احتكار الحكومة لسلعة السكر والمواد التموينية الأخرى، والمساواة بين الموظفين السودانيين وغيرهم من الموظفين الإنجليز والمصريين ومنح حق تقرير المصير للسودانيين. أُعتُقِل علي عبد اللطيف وقدم للمحاكمة. واثناء المرافعات أجاب عبد اللطيف إجابة أشتهرت فيما بعد في السودان عندما سأله القاضي عن قبيلته التي ينتمي إليها. وأجاب أنا سوداني، ورفض التحدث عن قبيلته. تمت إدانة عبد اللطيف وحوكم بالتجريد من الرتبة العسكرية والسجن لمدة عام والذي خرج منه في عام 1923 م ليؤسس حركة سياسية قادت أول مظاهرة ضد الحكم الثنائي في السودان.

### جمعية اللواء الأبيض

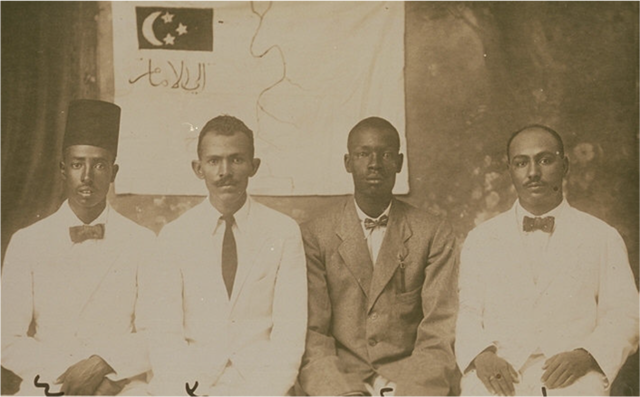
علي عبد اللطيف (الثاني من اليمين) مع اعضاء جمعية اللواء الأبيض

وفي مايو / أيار 1924 أسس علي عبد اللطيف جمعية اللواء الأبيض. وانتشرت لها بنهاية الشهر نفسه عدة فروع في مختلف مدن السودان الشمالية. وبدأت التظاهرات التي نظمتها الجمعية في التواتر: الخرطوم في 17 يونيو / حزيران ثم أم درمان في 19 من الشهر ذاته. وفي 23 أشهرت الجمعية علمها وشعارها. وكان العلم أبيض اللون يتوسطه رسم تقريبي لحوض النيل مع رسم للعلم المصري بهلال والنجوم في الركن الأعلى من العلم وكُتِبَت تحته عبارة «إلى الأمام» باللغة العربية. وقد بلغ أعضاء الجمعية ومناصريها حوالي الألفي شخص.

### محاكمة علي عبد اللطيف
وفي أغسطس / أب 1924 م تم اعتقال علي عبد اللطيف مرة أخرى ومعه قادة جمعية اللواء الأبيض وتم تقديمه
في فبراير / شباط 1925 م، إلى محكمة جنائية كبرى علنية برئاسة القاضي أوزبرن وعضوية كل من الميجر برادلي والشيخ حسين الفيل. وعقدت المحكمة جسات مرافعاتها في منطقة كوبر بالخرطوم بحري. وحوكم علي عبد اللطيف ورفقاه تحت المواد 94 من قانون عقوبات السودان (التآمر على الحكومة وارهابها بواسطة القوة الجنائية وانفاذها من خلال العضوية في جمعية غير قانونية في السوان) و90 (ترويج المظاهرات والجمعيات غير القانونية) و96 (إثارة الكراهية على الحكومة بألفاظ أو كلمات قيلت أو كان في النية قراءتها أو وضعت بقصد أن تُتلى) والمادتين 82 و 96 (التحريض على تلك الجرائم المتقدم ذكرها). كما أضيفت إلى قائمة التهم تهمة حيازة أو وضع كتب أو محررات من شأنها إثارة الكراهية والازدراء بالحكومة وبث روح الحقد والعداوة بين الأهالي، والتي يُعاقِب عليها قانون البضائع المهربة لسنة 1901م.
نفى علي عبد اللطيف هذه التهم ووجهت إليه المحكمة اسئلة حول نشاط الجمعية وصلتهم برئيس الحزب الوطني في مصر سابقاً حافظ رمضان عندما زار هذا الأخير السودان قبيل حوادث عام 1924، وعن المظاهرات التي خرجت حينذاك. وأكد عبد اللطيف للمحكمة رئاسته للجمعية، والتقائه بحافظ بك رمضان في الخرطوم بمعية عبيد الحاج الأمين وصالح عبد القادر وسليمان كشة لاستفساره عن اخوين لهذا الأخير كانا يقيمان في مصر. كما التقى بحافظ رمضان مرتين أخريين للتحدث عن مواضيع ذات طبيعة سياسية والاستفهام عن غرض المصريين وسياستهم إزاء السودان. ووصف عبد اللطيف رمضان بأنه كان «متحفظاً جداً» في حديثه. ورداً على سؤال حول أغراض الجمعية وفيما إذا كانت تعمل لبحث مظالم الأهالي، أجاب عبد اللطيف قائلاَ: «ليس من أغراض الجمعية أن تبحث في مظالم الأهالي بل كنّا معارضين للتغيير المطلوب أي أن يكون الإنجليز مطلقي التصرف بالسودان دون المصريين. وقد صرح البرلمان المصري بأن السودان جزء من مصر لا يتجزأ، أما البرلمان الإنجليزي فقال أن السودان جزء من الإمبراطورية البريطانية لأن لنا فيه مصالح مالية وزراعية ومسؤوليات أدبية لا يسعنا أن نعرضها للضياع. وقد قرأت أنا بنفسي مقالاً في التيمس عن تصريح مكدونالد الذي ذكر فيه بأن 92% من الأهالي السودانيين مع الإنجليز. وهذا ما جعلنا نجهر برأينا لنصحح هذا الخط». وعن المظاهرات ذكر عبد اللطيف بأن المشاركة فيها كانت بمحض إرادة المتظاهرين وإنها لم تقم إلا بعد المنشور الذي صدر بمنعها وقد أراد المتظاهرون أن يُظهروا شعورهم نحو يجري في البلاد. وأقر عبد اللطيف بعلم الجمعية ومعرفتها بحظر التظاهر إلا انها قامت بتنظيم المظاهرات بأغلبية الأصوات فيها. ونفى استلام الجمعية لأية أموال من مصر.
وقد مثَّلَ الدفاع المحامي أمين الشاهد، بينما كان بيلي نائب مدير مديرية الخرطوم يمثل الإدعاء العام. وتمت إدانة المتهمين بمن فيهم علي عبد اللطيف بالتهم المنسوبة إليهم وصدرت ضدهم أحكاماُ بالسجن لمدد مختلفة. حوكم علي عبد اللطيف بالسجن لمدة عشر سنوات ونُفِيّ مع كل من عبيد حاج الأمين وعلي البناء ومحمد المهدي الخليفة إلى مدينة واو بمديرية بحر الغزال في جنوب السودان. ثم أطلقت الحكومة سراح جميع المسجونين بموجب معاهدة عام 1936م بين مصر وبريطانيا وكان من بنودها العفو الشامل عن جميع المسجونين السياسيين. ولم يشمل العفو علي عبد اللطيف الذي نُقِل مرة أخرى إلى سجن كوبر في الخرطوم بحري وبقي فيه حتى عام 1938 م
حيث تم نقله سرا إلى مصر بناء على طلب من الحكومة المصرية، بحجة إصابته بالجنون 
لتقوم السلطات المصرية بالإشراف على صحته النفسية والعقلية.

## وفاته
توفى علي عبد اللطيف في 29 أكتوبر / تشرين الأول 1948 م في مستشفى القصر العيني في القاهرة بمصر، ودفن في مدافن العامة ضمن مقابر تخص عبد العزيز عبد الحي مدير مُديرية أسوان، شقيق الشاعر السوداني عبد المنعم عبد الحي. وعندما جاءت ثورة يوليو 1952 م تم نقله بناء على طلب من رئيس الوزراء المصري آنذاك محمد نجيب إلى مقابرالشهداء بمصر.

## علي عبد اللطيف في السينما والتلفزيون
- مسلسل اللواء الأبيض